# Brachynomada melanantha
Brachynomada melanantha är en biart som först beskrevs av Linsley 1939.  Brachynomada melanantha ingår i släktet Brachynomada och familjen långtungebin. Inga underarter finns listade.